# Clásica San Sebastián 1981
De Clásica San Sebastián 1981 is de eerste editie van de wielerklassieker Clásica San Sebastián en werd verreden op 11 augustus 1981. Marino Lejarreta kwam na 230 kilometer als winnaar over de streep. 

## Uitslag
| Plaats  | Naam                  | Ploeg      | Tijd     |
| ------- | --------------------- | ---------- | -------- |
| Winnaar | Marino Lejarreta      | Teka       | 6’09’24” |
| 2       | Graham Jones          | Peugeot    | +2’16’’  |
| 3       | Faustino Rupérez      | Zor-Helios | z.t.     |
| 4       | Ismael Lejarreta      | Teka       | z.t.     |
| 5       | Bernardo Alfonsel     | Teka       | z.t.     |
| 6       | Alberto Fernández     | Teka       | z.t.     |
| 7       | Juan Fernández Martín | Kelme      | +3’50’’  |
| 8       | Federico Echave       | Teka       | z.t.     |
| 9       | Guillermo de la Peña  | Zor-Helios | +4’23’’  |
| 10      | Jesús Suárez Cueva    | Kelme      | +5’04’’  |

1981 · 1982 · 1983 · 1984 · 1985 · 1986 · 1987 · 1988 · 1989 · 1990 · 1991 · 1992 · 1993 · 1994 · 1995 · 1996 · 1997 · 1998 · 1999 · 2000 · 2001 · 2002 · 2003 · 2004 · 2005 · 2006 · 2007 · 2008 · 2009 · 2010 · 2011 · 2012 · 2013 · 2014 · 2015 · 2016 · 2017 · 2018 · 2019 · 2020 · 2021 · 2022 · 2023 · 2024